# 外薗健
外薗 健（ほかぞの たける、2000年 - ）は、日本の漫画家。

## 経歴
コロナ禍に漫画制作を始めた。
2020年、読み切り作品『炎天』が手塚賞準入選。同作が掲載された『ジャンプGIGA』（集英社）2021年春号にてデビューを果たす。
『週刊少年ジャンプ』（同）2022年19号にて短編読み切り「まどぎわで編む」が掲載された。
2023年9月、『週刊少年ジャンプ』2023年42号より『カグラバチ』を連載開始。日本国外でも話題となる。

## 人物
およそ10年間、美容院に行かず自身で散髪している。
手塚賞受賞作品など初期の作風には、愛読する『NARUTO -ナルト-』の影響が見てとれる。

## 作品リスト
- 凡例
  - 太字は連載作品。
  - 〈掲載誌〉WJ：週刊少年ジャンプ、GIGA：ジャンプGIGA（集英社）

|  | 連載作品 |  | 読切作品 |

|   | 作品名                   | 掲載誌                | 収録 | 注記                                                      |
| - | ------------------------ | --------------------- | ---- | --------------------------------------------------------- |
| 1 | 炎天                     | GIGA2021年春号        | 未   | 霊獣退治がテーマの作品。デビュー作。第100回手塚賞準入選。 |
| 2 | さらば！チェリーボーイ！ | GIGA2021年春号        | 未   | ギャグ作品。                                              |
| 3 | CHAIN                    | GIGA2021年夏号        | 未   | 忍者がテーマの作品。                                      |
| 4 | まどぎわで編む           | WJ 2022年19号         | 未   | 学生生活がテーマの作品。ジャンプ・ショート・フロンティア  |
| 5 | ロクの冥約               | WM 2022年36・37合併号 | 未   | 地獄の悪魔と青年の漫画。                                  |
| 6 | カグラバチ               | WJ 2023年42号 -       | カ   | 剣劇アクション漫画。                                      |